# Russische parlementsverkiezingen 2007

Op 2 december 2007 vonden er parlementsverkiezingen in de Russische Federatie plaats.
Deze verkiezingen voor de Staatsdoema werden de eerste Russische verkiezingen waarbij de kiesdrempel voor politieke partijen om de Staatsdoema volgens partijlijsten te mogen betreden, werd verhoogd van vijf naar zeven procent. Daarnaast werd het quorum weggehaald alsmede de mogelijkheid om "Tegen allen" te stemmen, werden alle zetels verdeeld volgens het systeem van evenredige vertegenwoordiging, was het voor leden van een partij verboden om zich ook op lijsten van andere partijen verkiesbaar te stellen en was het partijen verboden zich te verenigen in electorale blokken.

## Deelnemers aan de verkiezingen
Volgens informatie van de Russische Federale registratiedienst voldeden slechts vijftien politieke partijen aan de wettelijke eisen om deel te mogen nemen aan de verkiezingen:
| Naam van de partij                               | Lijsttrekkers                      |
| ------------------------------------------------ | ---------------------------------- |
| Agrarische partij van Rusland                    | Plotnikov, Sjandybin, Broesnikova  |
| Burgermacht                                      | Barsjtsjevski, Rjabkin, Pochmelkin |
| Democratische partij van Rusland                 | Bogdanov, Smirnov, Gimazov         |
| Verenigd Rusland                                 | Poetin                             |
| Communistische Partij van de Russische Federatie | Zjoeganov, Alferov, Charitonov     |
| Liberaal-Democratische Partij van Rusland        | Zjirinovski, Loegovoj, Lebedev     |
| Volksunie                                        | Baboerin, Alksniks, Batanov        |
| Partij voor vrede en eenheid                     | Oemalatova, Tyrin, Vedoeta         |
| Partij voor sociale gerechtigheid                | Podberjozkin, Leskov, Vorotnikov   |
| Patriotten van Rusland                           | Semigin, Seleznjov, Machovikov     |
| Partij voor de wedergeboorte van Rusland         |                                    |
| Partij van de groenen                            | Panfilov, Konegen, Semjonov        |
| Rechtvaardig Rusland                             | Mironov, Gorjatsjeva, Sjargoenov   |
| Unie van Rechtse Krachten                        | Belych, Nemtsov, Tsjoedakova       |
| Jabloko                                          | Javlinski, Kovaljov, Ivanenko      |

Echter op 13 september 2007 besloten de Patriotten van Rusland en de Partij voor de wedergeboorte van Rusland een coalitie te smeden, zodat er veertien partijen overbleven. Al deze partijen leverden hun lijsten bij de Centrale Kiescommissie in. De partij van de Groenen mocht echter niet meer met de verkiezingen meedoen vanwege een te groot aantal aangedragen nephandtekeningen. Ook de Partij voor vrede en eenheid en de Volksunie mochten niet meedoen waardoor er maar elf partijen waren die wel met de Doemaverkiezingen mochten meedoen.

## Peilingen
Peilingen van het Levada-centrum gaven de volgende gegevens (in procenten van het aantal mensen dat van plan was om te gaan stemmen):
| Maand          | Verenigd Rusland | KPRF | LDPR | Rechtvaardig Rusland | Jabloko | Unie van rechtse krachten | Patriotten van Rusland | Agrarische partij |
| -------------- | ---------------- | ---- | ---- | -------------------- | ------- | ------------------------- | ---------------------- | ----------------- |
| Augustus 2007  | 59 %             | 18 % | 7 %  | 9 %                  | 3 %     | 1 %                       | <1 %                   | 1 %               |
| September 2007 | 55 %             | 18 % | 11 % | 7 %                  | 2 %     | 2 %                       | 1 %                    | <1 %              |
| Oktober 2007   | 68 %             | 15 % | 6 %  | 5 %                  | 1 %     | 1 %                       | 1 %                    | <1 %              |

## Stembuspeilingen
Volgens prognoses heeft de partij van Poetin, Verenigd Rusland, 62 procent van de stemmen gekregen. Een overwinning van Verenigd Rusland stond al vast, het was alleen de vraag hoe groot die zou zijn. Andere partijen die de kiesdrempel hebben gehaald, zijn de communisten met bijna 12 procent, de nationalisten van Zjirinovski met ruim 8 procent en Rechtvaardig Rusland, een partij die Poetin steunt, ook met 8 procent. Poetin is bij velen populair dankzij de economische opleving in het land en zijn gespierde taal naar het westen.

## Uitslag
Het opkomstpercentage lag op 62 procent, een stuk hoger dan bij voorgaande verkiezingen.
Nadat 98 procent van de stemmen waren geteld, werd op 3 december een voorlopige uitslag meegedeeld: Verenigd Rusland van president Vladimir Poetin bleek meer dan 64 procent van de stemmen te hebben binnengehaald en zal 315 van de 450 parlementszetels gaan bezetten, voldoende om de Russische grondwet te kunnen wijzigen (hiervoor is een tweederdemeerderheid vereist, Verenigd Rusland zit daar ruimschoots boven).
Tweede werd de Communistische Partij van de Russische Federatie onder leiding van Gennadi Zjoeganov met 57 zetels, derde de ultranationalistische en extreemrechtse Liberaal-Democratische Partij van Rusland van Vladimir Zjirinovski met 40 zetels en vierde het linkse Rechtvaardig Rusland (tevens pro-Poetin) dat 38 zetels in de wacht sleepte.
| Uitslag van de parlementsverkiezingen            | Uitslag van de parlementsverkiezingen | Uitslag van de parlementsverkiezingen | Uitslag van de parlementsverkiezingen | Uitslag van de parlementsverkiezingen |
| Partij                                           | Russisch                              | Stemmen                               | %                                     | Zetels                                |
| ------------------------------------------------ | ------------------------------------- | ------------------------------------- | ------------------------------------- | ------------------------------------- |
| Verenigd Rusland                                 | Единая Россия                         | 44.714.241                            | 64,30                                 | 315                                   |
| Communistische Partij van de Russische Federatie | КПРФ                                  | 8.046.886                             | 11,57                                 | 57                                    |
| Liberaal-Democratische Partij van Rusland        | ЛДПР                                  | 5.660.823                             | 8,14                                  | 40                                    |
| Rechtvaardig Rusland                             | Справедливая Россия                   | 5.383.639                             | 7,74                                  | 38                                    |
| Agrarische Partij van Rusland                    | Аграрная партия России                | 1.600.234                             | 2,30                                  | -                                     |
| Jabloko                                          | Яблоко                                | 1.108.985                             | 1,59                                  | -                                     |
| Burgerkracht                                     | Гражданская сила                      | 733.604                               | 1,05                                  | -                                     |
| SPS                                              | СПС                                   | 669.444                               | 0,96                                  | -                                     |
| Patriotten van Rusland                           | Патриоты России                       | 615.417                               | 0,89                                  | -                                     |
| Russische Partij voor Sociale Rechtvaardigheid   | Партия социальной справедливости      | 154.083                               | 0,22                                  | -                                     |
| Democratische Partij van Rusland                 | Демократическая партия России         | 89.780                                | 0,13                                  | -                                     |
| Geldige stembiljetten                            |                                       | 68.777.136                            | 98,91                                 |                                       |
| Ongeldige stembiljetten                          |                                       | 759.929                               | 1,09                                  |                                       |
| Totaal (opkomst: 63,71%)                         |                                       | 69.537.065                            | 100,00                                | 450                                   |
| Totaal mogelijke kiezers                         |                                       | 109.145.517                           |                                       |                                       |
| Bron: Russische Nationale Kiescommissie          |                                       |                                       |                                       |                                       |

## Kritiek
Medewerkers van de OVSE leverden kritiek op het verloop van de verkiezingen. De stembusgang zou niet voldoende volgens de opzet zijn verlopen. Het aantal waarnemers was door de Russische regering beperkt tot 70. De kritiek kwam onder andere van hoog niveau, van de voorzitter van het parlement van de OVSE, Göran Lennmarker.
Ook de oppositie was slecht te spreken over de gang van zaken. Lijsttrekker Zjoeganov van de Communistische Partij vond dat de verkiezingsnormen ernstig overschreden waren en verklaarde de verkiezingen te zullen gaan aanvechten, de liberale Unie van Rechtse Krachten liet zich eveneens in zeer negatieve bewoordingen over de verkiezingen uit (hun partij was in de staatsmedia vooraf vaak afgeschilderd als de partij van de oligarchen) en oppositieleider en oud-schaakkampioen Garri Kasparov, die tot na de verkiezingen was vastgezet vanwege deelname aan een door het Kremlin verboden demonstratie, deelde mee de verkiezingsuitslag te zullen aanvechten.
Veel waarnemers noemden de verkiezingen oneerlijk. Zo riepen veel Russische werkgevers hun werknemers op om op Verenigd Rusland te stemmen en/of verplichtten hen op het werk te stemmen, waarbij soms over de schouder werd meegekeken wat werd gestemd. Studenten werd gedreigd met disciplinaire maatregelen als ze niet zouden gaan stemmen en op sommige plaatsen werden fotokopieën gemaakt van stembiljetten. In sommige plaatsen werden de stembussen huis aan huis gebracht om zo veel mogelijk mensen te doen gaan stemmen. In Tsjetsjenië liet een deeltelling zien dat Verenigd Rusland 99,3% van de stemmen had gekregen bij een opkomst van meer dan 99%.